# Rudolf Conrath
Rudolf Conrath (* 6. Juli 1887 in Landshut; † 6. August 1968 in Berchtesgaden) war ein deutscher Landrat und Badkommissar in Bad Kissingen.

## Leben
Rudolf Conrath studierte nach dem Abitur am Kronberg-Gymnasium Aschaffenburg in den Jahren von 1906 bis 1910 Rechtswissenschaften an der Ludwig-Maximilians-Universität München,  der Julius-Maximilians-Universität Würzburg, der Ruprecht-Karls-Universität Heidelberg und der Humboldt-Universität zu Berlin. Seit dem Studium war er Mitglied der Studentenverbindung Akademischer Gesangverein München im SV. Da er für den Militärdienst als Einjährig-Freiwilliger untauglich war, begann er unmittelbar nach der ersten juristischen Staatsprüfung mit dem dreijährigen juristischen Vorbereitungsdienst, der ihn u. a. zum Landgericht Aschaffenburg führte. Am 5. März 1914 promovierte Conrath mit der Dissertation  „Die Stellung des Gottesdienstes im Bayerischen Staatskirchenrecht“ zum Dr. jur. 1916 folgte das Große juristische Staatsexamen.
Nach dem Kriegsdienst bei der Stabsintendantur II des bayerischen Armeekorps erhielt er eine Anstellung als Akzessist bei der Regierung der Pfalz, wo er im Mai 1920 Regierungsrat wurde. Am 16. November 1923 wurde er von der französischen Besatzungsmacht ausgewiesen. Zum 1. Mai 1925 wurde er Bezirksamtmann in Bad Kissingen und dort am 16. April 1926 ständiger Vertreter des Badkommissars. 1932 wechselte er in das Amt für Flurbereinigung in Würzburg.
Conrath trat zum 1. Mai 1933 der NSDAP bei (Mitgliedsnummer 1.899.605). In der SA bekleidete er den Rang eines Hauptsturmführers (vergleichsweise Hauptmann). Er kam in die Kommunalverwaltung zurück und wurde am 16. August 1933 Bezirksamtsvorstand (ab 1939 Landrat) im Bezirksamt Bad Kissingen (ab 1939 Landkreis Bad Kissingen); in den Jahren 1934/1935 war er Badkommissar. Dort blieb er bis zu seinem Wechsel als Landrat im Landkreis Ansbach bis Ende Mai 1939.
Nach Kriegsende wurde er seines Amtes in Ansbach enthoben und von der amerikanischen Militärregierung verhaftet und für längere Zeit interniert. Im Entnazifizierungsverfahren erhielt er im Berufungsverfahren die Einstufung als Mitläufer, so dass ihm 80 % der üblichen Versorgungsbezüge zugesprochen wurden.
Das gegen ihn vor dem Landgericht Schweinfurt durchgeführte Verfahren wegen Beteiligung an der „Reichskristallnacht“ wurde 1949 eingestellt.
Er starb 1968 im Alter von 81 Jahren in Berchtesgaden.